# 李修吉
李脩吉（1550年—？），字允敬，號敬宇，陝西西安府同州人，民籍，明朝政治人物。

## 生平
隆庆元年（1567年）丁卯科陕西鄉試五十六名，萬曆十四年（1586年）丙戌科會試三百十五名，登三甲第十九名。礼部观政，本年任山東萊州府推官。十九年擢户部主事，三关管粮，二十一年管御馬倉草场，本年差督代州粮储，二十四年四月山西巡抚魏允贞奏参其昏肆，回籍听勘。

## 家族
曾祖李軌；祖父李織，封戶部署郎中；父李從教，曾任知府、贈中憲大夫。母師氏（贈安人、加赠恭人）；繼母周氏（封安人）。永感下。弟李元吉，户部主事；李永吉。